# Vanessa Mendoza Cortés
Vanessa Mendoza Cortés (Andorra, 1980) es una sicóloga y activista por los derechos humanos andorrana, conocida como La pasionaria de Andorra. Se convirtió en la única psicóloga social experta en violencias sexuales de ese estado, en el que está prohibido ejercer el derecho al aborto en todos los supuestos.

## Trayectoria
Vanessa Mendoza Cortés nació en Andorra en 1980 y se mudó por estudios a Barcelona, donde cursó estudios superiores en Psicología. Durante esa etapa educativa fue víctima de una violación en la capital catalana por un menor de edad que se encontraba bajo tutela pública de la Generalidad de Cataluña, y que más tarde cometió otras agresiones sexuales.
Ejerció como psicóloga social en violencias sexuales tanto en el ámbito municipal de Barcelona, como en la Diputación Pronvincial y en la Generalidad de Cataluña. Además, formó a los trabajadores públicos del Gobierno de Portugal, y durante seis años acompañó a las víctimas de abusos y dio conferencias sobre violencias sexuales. En 2014, decidió volver a Andorra para continuar allí su labor profesional.
En 2014, fundó la asociación feminista Stop Violències, como una continuación de la asociación catalana Sakura-Onna que desde 2009 proporciona atención a víctimas de violencias sexuales y realiza labores de formación y concienciación. Desde Stop Violències, Mendoza comenzó a acompañar a las andorranas embarazadas que quisieran abortar para poder hacerlo de forma legal y segura apoyándose en la juridicción de Francia o España.
En 2016 puso en marcha la campaña «Libertad es decidir» para denunciar que en Andorra no era legal finalizar un embarazo ni siquiera en los casos de violación, lo que despertó el interés de grupos de Naciones Unidas (ONU). En septiembre de 2018, fue una de las principales figuras en la primera manifestación de la historia de Andorra por la despenalización total del aborto.
En 2019, impulsó el primer evento del Orgullo LGBT en Andorra. En octubre de ese mismo año, fue invitada en representación de Stop Violències a un acto institucional en Ginebra de la Convención sobre la eliminación de todas las formas de discriminación contra la mujer (CEDAW) donde denunció la situación de prohibición del aborto en todos los supuestos de Andorra.
En 2020, el Gobierno de Andorra presidido por Xavier Espot Zamora la denunció ante la Fiscalía por un delito de difamación institucional por supuestamente haber desprestigiado y calumniado a los trabajadores de los asuntos sociales del país, al afirmar que en Andorra se obligaba a aquellas adolescentes que habían sido violadas a que dieran a luz aunque estas quisieran abortar, con el fin de ofrecer a los recién nacidos en adopción. Tras la denuncia del gobierno, la fiscalía presentó formalmente tres cargos de difamación criminal contra Vanessa. Estas acusaciones se basaron en las disposiciones del Código Penal de Andorra que castigan la difamación a instituciones estatales y los jefes del Estado.
En diciembre de ese mismo año, el abogado de Mendoza solicitó la retirada de los cargos, pero la petición fue denegada. Meses después, en febrero de 2021, organizaciones internacionales como Amnistía Internacional, se posicionaron a favor de Mendoza Cortés y manifestaron una profunda preocupación por la criminalización de las acciones en defensa de los derechos humanos y de la libertad de expresión en Andorra. A raíz de estas muestras de apoyo internacionales, le fueron retirados los dos cargos que suponían penas de prisión.
En 2022, Mendoza denunció públicamente que recibió amenazas anónimas de muerte, por seguir denunciando la situación del aborto en Andorra ante organismos internacionales. El juicio se realizó el 4 de diciembre de 2023, siendo absuelta el 17 de enero de 2024.
Mendoza ha trabajado con organizaciones mundiales para los derechos humanos como Amnistía Internacional, Front Line Defenders, Women's Link Worldwide o Center for Reproductive Right. También ha apoyado la alianza proabortista argentina Campaña Nacional por el Derecho al Aborto Legal, Seguro y Gratuito En 2023, su asociación Stop Violències obtuvo la acreditación como ONG, convirtiéndose así en órgano informador en materia de derechos humanos ante la ONU, siendo la única asociación del estado en poder hacerlo.